# Novi Travnik
Novi Travnik (serbokroatisch-kyrillisch Нови Травник) ist eine Großgemeinde (Općina) in Bosnien und Herzegowina mit etwa 25.000 Einwohnern. Sie liegt im Kanton Zentralbosnien der Föderation und ist hauptsächlich von Bosniaken und Kroaten bewohnt. Hauptort der Gemeinde ist die Stadt Novi Travnik.
Novi Travnik liegt etwa 6 km südlich von Travnik und etwa 70 km nordwestlich der Hauptstadt Sarajevo.

## Gemeinde

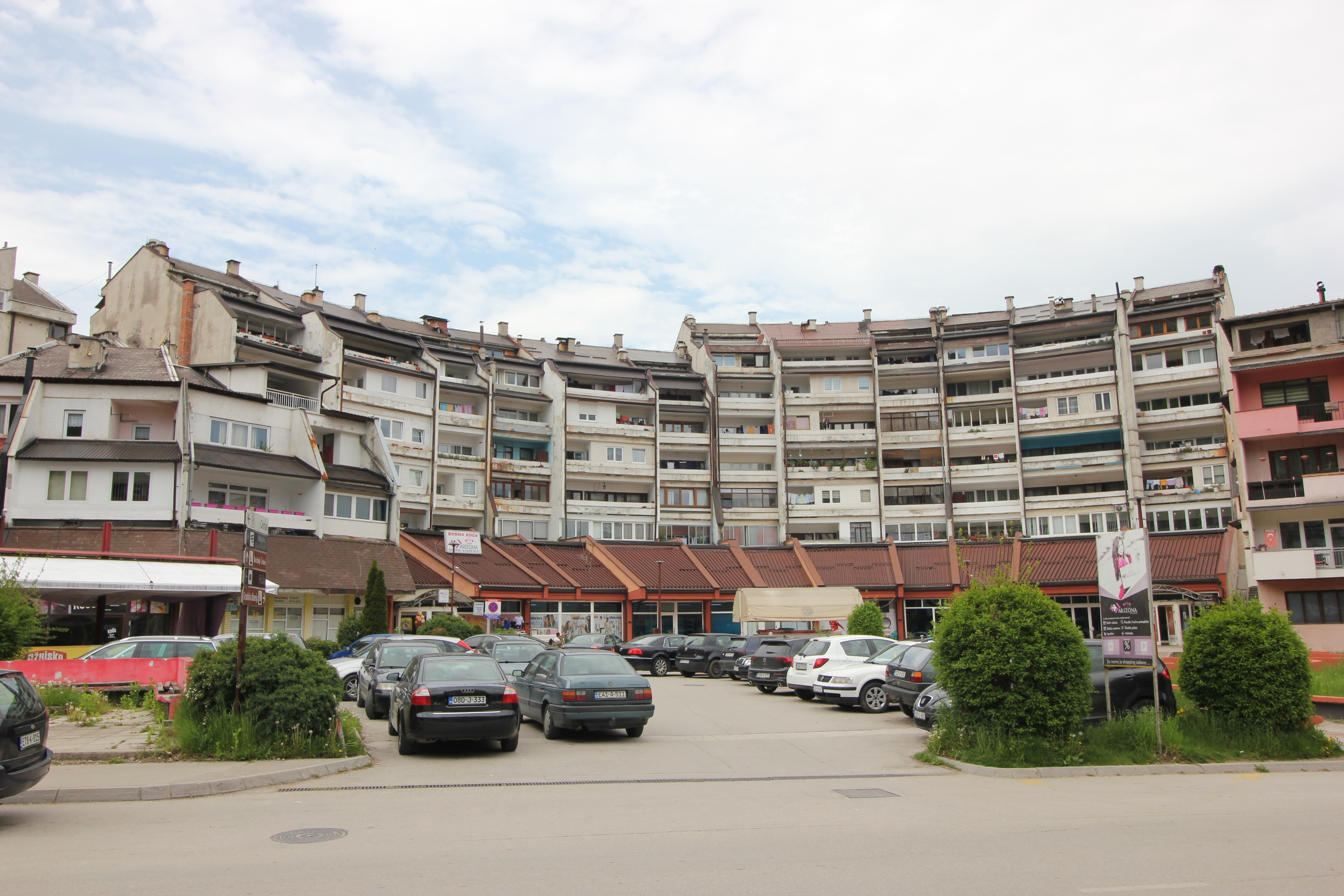
Gebäude im Zentrum von Novi Travnik

Die Gemeinde Novi Travnik ist eine von elf Kommunen im Kanton Zentralbosnien. Die Gemeinde wird abgegrenzt durch die Nachbargemeinden Travnik im Norden, Vitez im Osten, Fojnica und Gornji Vakuf im Süden und Bugojno und Donji Vakuf im Westen.

## Bevölkerung
Nach der letzten Volkszählung 2013 verteilte sich die Bevölkerung der Gemeinde Novi Travnik wie folgt: 
- Insgesamt 23.832
  - Kroaten 11.002 (46,2 %)
  - Bosniaken 12.067 (50,6 %)
  - Serben 367 (1,5 %)
  - Andere 396 (1,7 %)

Nach der Volkszählung 2013 verteilte sich die Bevölkerung des Stadtgebiets von Novi Travnik wie folgt:
- Insgesamt 9.008
  - Kroaten 4.815 (53,5 %)
  - Bosniaken 3.624 (40,2 %)
  - Serben 329 (3,7 %)
  - Andere 240 (2,7 %)

## Geografie
Novi Travnik ist durch eine stark bewaldete Mittelgebirgslandschaft mit Höhen bis über 1.400 Meter gekennzeichnet. Die meisten Ortschaften der Gemeinde befinden sich im Norden, Nordwesten und im Flusstal der Uglovnica.

## Verkehr und Wirtschaft
Durch die Gemeinde verlaufen die Magistralstraßen von Novi Travnik nach Gornji Vakuf und von Novi Travnik nach Bugojno. Die Letztgenannte ist für Fahrzeuge bis 7 t Gesamtgewicht ausgelegt. Eine Eisenbahnanbindung existiert nicht. 75 Prozent beträgt der Industrieanteil an der wirtschaftlichen Leistung der Gemeinde, Handel und Dienstleistung erbringen heute nach wie vor etwa 20 Prozent. Die wirtschaftliche Situation der Gemeinde war vor dem Krieg geprägt durch den Hauptarbeitgeber Bratstvo (Rüstungsbetrieb), bei dem etwa 5.000 Menschen angestellt waren. Davon waren Zulieferfirmen, z. B. Bäckereien, Bus- und Transportunternehmen abhängig.

## Gemeindeteile
- Bukvići
- Bučići
- Balici
- Hadici
- Kovacici
- Rankovići
- Stojkovici
- Margetici
- Senkovici
- Nevic Polje
- Bugojcici
- Ruda
- Duboko
- Čakići
- Novkovice
- Pobrdani
- Gornje Pecine
- Kasapovici
- Lazine
- Rastovici
- Zubici
- Zenepici
- Kasapovici
- Pribilovici
- Djakovici

## Geschichte
Die Stadt Novi Travnik wurde 1949 gegründet und zunächst nach Đuro Pucar Stari Pucarevo benannt. Sie galt im sozialistischen Jugoslawien als eine der jüngsten Städte.
1950 wurde die Rüstungsfirma Bratstvo BNT gebaut, die in das ganze Inland und auch in große Teile der Welt lieferte. Da die Firma Bratstvo BNT immer größer wurde, und der Bedarf an Arbeitskräften gewachsen war, siedelte man Arbeiter aus allen Teilen Jugoslawiens in der Stadt an. Zum Teil lebten auch Ausländer da. Die Stadt war gekennzeichnet durch ein niedriges Durchschnittsalter, woher der Spitzname „Stadt der Jugend“ stammte.
Nach dem Bosnienkrieg war die Stadt de facto in einen muslimischen und einen kroatischen Stadtteil geteilt. 1997 wurde diese Grenzen offiziell aufgehoben. Nur ein Teil der Bewohner kehrte zurück.